# Donazione di Costantino

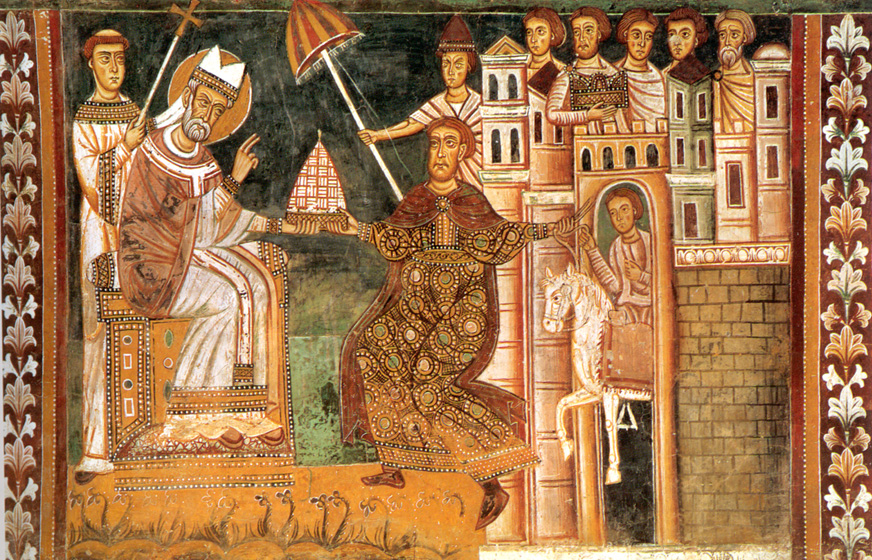
L'imperatore Costantino offre a papa Silvestro I la tiara imperiale, simbolo del potere temporale, affresco nell'Oratorio di San Silvestro a Roma.

La donazione di Costantino (in latino Constitutum Constantini) è un documento apocrifo costituito da un falso editto dell'imperatore Costantino I contenente concessioni alla Chiesa cattolica e utilizzato per giustificare la nascita del potere temporale dei pontefici.
Conservato in copia nei Decretali dello Pseudo-Isidoro (IX secolo) e, per interpolazione filologica, nel Decretum Gratiani del giurista Graziano (XII secolo), nel 1440 è stato dimostrato falso dal filologo italiano Lorenzo Valla, il quale fece notare che il testo era scritto in un latino non riconducibile a quello in uso nel IV secolo e che dunque doveva risalire a un'epoca ben più prossima alla sua scoperta.
La critica storica ha riservato molta attenzione a questo documento: si segnala, ad esempio, come lo storico Federico Chabod dedicò a esso varie pagine del suo Lezioni di metodo storico.

## Contenuto
Dopo una nutrita sezione agiografica, il documento, recante la data del 30 marzo 315, afferma di riprodurre un editto emesso dall'imperatore romano Costantino I. Con esso l'imperatore avrebbe attribuito al papa Silvestro I e ai suoi successori le seguenti concessioni:
- il primato (principatum) del vescovo di Roma sulle chiese patriarcali orientali: Costantinopoli, Alessandria d'Egitto, Antiochia e Gerusalemme;
- la sovranità del pontefice su tutti i sacerdoti del mondo;
- la sovranità della Basilica del Laterano, in quanto "caput et vertex", su tutte le chiese;
- la superiorità del potere papale su quello imperiale.

Inoltre la Chiesa di Roma ottenne secondo il documento gli onori, le insegne e il diadema imperiale ai pontefici, ma soprattutto la giurisdizione civile sulla città di Roma, sull'Italia e sull'Impero romano d'Occidente. L'editto confermerebbe inoltre la donazione alla Chiesa di Roma di proprietà immobiliari estese fino in Oriente. Ci sarebbe stata anche una donazione a papa Silvestro in persona del Palazzo del Laterano.
La parte del documento su cui si basarono le rivendicazioni papali recita:

## Usi strumentali
La donazione venne utilizzata dalla Chiesa nel medioevo per avvalorare i propri diritti sui vasti possedimenti territoriali in Occidente e per legittimare il proprio potere temporale sulla base di una legge imperiale. Dopo l'età carolingia, la donazione fu riesumata da papa Leone IX nel 1053, e fu dunque introdotta, nel XII secolo, nel Decretum Gratiani e in altre raccolte di Decretali dalle mani di interpolatori. Essa fu considerata un documento di tutto rispetto anche dagli avversari del potere dei pontefici. Fa eccezione Ottone III, imperatore del Sacro Romano Impero dal 996. Egli infatti, spinto dalla volontà di rinnovare l'Impero, si era affiancato al clero cercando di ottenere una posizione di potere nella Chiesa. Per conseguire il suo fine contestò, nel 1001, la validità del documento, accusando il diacono Giovanni di esserne l'artefice. Nel medesimo testo Ottone sancì la donazione di otto contee di sua proprietà in favore del Papato.
Alcuni secoli dopo, Dante Alighieri, nel suo De Monarchia, pur non ritenendo falsa la donazione, ne negava il valore giuridico, in quanto con essa l'imperatore aveva recato danno all'Impero romano, compiendo in tal modo un atto contrario ai propri doveri istituzionali. Infatti il poeta affermava che né aveva Costantino il diritto di donare a terzi dei territori appartenenti all'Impero, né poteva un papa comprenderli tra i propri possedimenti, in quanto sarebbe contravvenuto ai precetti neotestamentari riguardo all'obbligo di povertà per la Chiesa: al massimo, avrebbe potuto accettare il dono come usufruttuario. In sostanza, Dante giudicava la donazione come un atto non valido, criticando la Chiesa per averlo preso come prova giuridica del proprio potere temporale.
Papa Alessandro VI fece riferimento alla Donazione per giustificare il suo intervento nella disputa tra Spagna e Portogallo sul dominio del Nuovo Mondo, concretizzatosi nell'emissione della bolla papale Inter Caetera nel 1493. La donazione di Costantino includeva infatti le isole della parte occidentale dell'Impero romano e all'epoca dell'emissione della bolla non era certo ancora noto che i nuovi territori, frutto di recentissime scoperte, si sarebbero rivelati essere un nuovo continente; sicché l'intero oceano Atlantico, con le nuove 'isole', vi era considerato parte dell'antica metà.

## Gli studi storici
Nel 1440 l'umanista italiano Lorenzo Valla dimostrò in modo inequivocabile che la donazione era un falso. Lo fece in un approfondito, tumultuoso studio storico e linguistico del documento, mettendo in evidenza anacronismi e contraddizioni di contenuto e forma: ad esempio, egli contestava la presenza di numerosi barbarismi nel latino, dunque più tardo di quello utilizzato nel IV secolo. Altri errori, banali, erano la menzione di Costantinopoli, allora non ancora fondata, o di parole come feudo.
Tuttavia l'opuscolo di Valla, De falso credita et ementita Constantini donatione declamatio, poté essere pubblicato solo nel 1517 e in ambiente protestante, mentre la Chiesa cattolica difese per secoli l'originalità del documento: nel 1559 lo scritto di Valla fu incluso nell'Indice dei libri proibiti in quanto pericoloso per la fede. Il dibattito successivo sulla datazione e sull'origine della falsificazione si è mosso su piste differenti: l'ubicazione della tradizione manoscritta, l'uso strumentale che i potenti fecero del documento, l'individuazione di motivi leggendari nel testo del constitutum sono tutti argomenti che si è cercato di sfruttare al meglio per dare una risposta.
Oltre al Valla, anche Nicolò da Cusa espresse nello stesso periodo forti dubbi e perplessità sulla veridicità dei documenti come presentati dalla Chiesa di Roma. Attualmente gli studiosi esitano nella datazione del documento, che oscilla tra la seconda metà dell'VIII secolo e il pieno IX secolo. Restano fortemente discordi anche le opinioni sul movente e sull'area di origine della falsificazione, occidentale (Roma; le abbazie di Saint-Denis o di Corbie, in Francia) oppure orientale (l'autore sarebbe un monaco bizantino rifugiato a Roma).
L'argomento fu trattato in modo competente, in alcune sue lezioni di metodologia storica, dallo storico Federico Chabod, che poi lo riportò in un suo libro, dato alle stampe nel 1969 dall'editore Laterza sotto il titolo Lezioni di metodo storico.

Dopo aver sinteticamente anticipato il suo giudizio sul Costituto, affermando che: 
(F. Chabod, Lezioni di metodo storico, 1978, pp. 68-69)
lo storico aostano sinteticamente ricordava: 
(F. Chabod, Lezioni di metodo storico, 1978, p. 76)
per poi concludere: 
(F. Chabod, Lezioni di metodo storico, 1978, p. 77)
Secondo lo storico e teologo tedesco Ignaz von Döllinger il documento fu redatto a Roma (probabilmente dalla Cancelleria pontificia) tra il 752 e il 777.

## La Donazione nella letteratura
(Inferno XIX, 115-117)
Ludovico Ariosto, ormai nel Cinquecento (1532) riprende il tema della Donazione, ma esprime i propri dubbi sulla sua verità storica. Astolfo nella Luna tra le cose perdute trova 
ch'ebbe già buono odore, or putia forte

Questo era il dono (se però dir lece)

che Costantino al buon Silvestro fece.»
(Orlando furioso, Canto 34, ottava 80)
Ezra Pound nei suoi Cantos riprende la condanna dantesca della presunta donazione, facendo parlare lo spirito di Ezzelino III da Romano che critica il potere temporale della Chiesa da essa derivato:
lo fece senza forma e contra legge,
scindendo sé dal sé e dallo giusto;
 né Cesare se stesso mise in schegge,
né Pietro pietra fu prima che Augusto
tutta la virtù ebbe e funzione.
Chi dà in legge è solo il possidente,
e'l caso ghibellin ben seppe il fiorentino.»
(Canto LXXII)